# EquiPop
EquiPop är ett statistik/GIS program utvecklat med syfte att göra analyser av k-närmsta grannar (k-NN) möjliga i stora dataset. k-NN analyser är ofta mycket beräkningstunga och därför är k-NN analyser ovanliga i stora dataset med många olika koordinater. Beräkningsalgoritmerna i EquiPop inordnar koordinatsatta punkter i ett rutnät. Kartesiska avstånd mellan samtliga rutor i ett rutnät kan enkelt beräknas och har fördelen att avståndsmatrisen är identisk för alla avstånd i till j. Detta gör att k-NN relativt enkelt kan beräknas för dataset med flera hundratusen eller även miljontals datapunkter också då k-NN analysen söker efter mönster bland de 100 000 närmsta grannarna från varje enskild datapunkt. 
EquiPop resultat som karterats i tredjepartsprogram återges i bilden "Karterade EquiPop-resultat". Kartan visar andelen jordbruk med nötkreatur bland de 1 600 närmsta gårdarna från varje enskild gård i Sverige våren 2015. 
Analyser utförda med EquiPop har fått visst genomslag i media där Stockholms läns landsting och DN använt tekniken för att beskriva boendesegregationen i olika delar av Sverige. EquiPop har använts i flera vetenskapliga publikationer framförallt med tonvikt på kontextuell analys och segregation . Flera forskningsprojekt har fått stöd av bl.a. VR och andra forskningsmyndigheter för användning inom samhällsvetenskaplig forskning. Flera sessioner under AAG (American Association of Geographers) konferens 2015 har presentationer som använder EquiPop.  

## Programvaran
Mjukvaran får användas för personligt bruk men får inte användas för att tjäna pengar. Ursprungliga versioner av EquiPop samt beräkningsalgoritmer har utvecklats i C# av kulturgeografen John Östh vid Uppsala Universitet. Senare versioner av mjukvaran har utvecklats i samarbete med Data Ductus. EquiPop har i dagsläget (april 2015) laddats ner av forskningsgrupper i över 20 länder. 
Via den officiella hemsidan kan användare registrera sig och ladda ner EquiPop men även ladda ner exempelfiler samt få tillgång till pedagogiskt material.